# Водний центр Деодору
Водний центр Деодо́ру (порт. Centro Aquático de Deodoro) — спортивна споруда у Ріо-де-Жанейро, збудована для змагань у водних видах спорту на Панамериканських іграх 2007. Басейн і трибуни модернізовані у переддень Олімпіади 2016.
Під час Олімпійських ігор 2016 у водному центрі Деодору пройшли змагання з плавання й елементів сучасного п'ятиборства (плавання).